# Barrio Sur (Montevideo)
Barrio Sur (Quartiere Sud) è un quartiere di Montevideo, capitale dell'Uruguay. È considerato il centro della cultura afro-uruguaiana in quanto la storia del quartiere è strettamente legata a quella della comunità nera montevideana.

## Geografia
Barrio Sur è situato lungo le rive del Río de la Plata, a sud-est della centro storico di Montevideo. Confina a nord con Centro, ad est con Palermo, a sud con il Río de la Plata e ad ovest con la città vecchia.

## Storia
La zona a sud-est di Montevideo, disabitata in epoca coloniale, iniziò ad essere popolata da schiavi di origine africana e afro-uruguaiani a partire dalla prima metà del XIX° secolo. Per dare loro un tetto, furono realizzate grandi dimore collettive, i conventillos, all'interno dei quali decine di famiglie condividevano spazi e alloggi. Nel 1835, nella parte orientale del quartiere fu aperto il cimitero centrale di Montevideo. Nel 1842 la schiavitù fu abolita anche in Uruguay.

## Cultura
La presenza di una numerosa e vibrante comunità di origine africana ha fatto sì che Barrio Sur, assieme al limitrofo quartiere di Palermo, diventasse nel corso dei decenni il cuore pulsante della cultura afro-uruguaiana. Nelle strade e nei caseggiati del barrio è nato e si è evoluto il candombe, la musica nera dell'Uruguay, erede delle antiche tradizioni folcloristiche africane. Ogni anno, in occasione del carnevale di Montevideo sfilano per le vie di Barrio Sur le pittoresche Llamadas, cortei musicali e danzanti qui originatisi alla fine del XIX° secolo.